# Krebs (Familienname)
Krebs ist ein Familienname.

## Namensträger

### A
- Adolf Krebs (1931–2009), deutscher Chemiker
- Albert Krebs (Sozialwissenschaftler) (1897–1992), deutscher Sozialwissenschaftler und Strafvollzugsbeamter
- Albert Krebs (Gauleiter) (1899–1974), deutscher Gauleiter
- Albert Krebs (Architekt) (* 1932), deutscher Architekt und Hochschullehrer
- Albert Krebs (Fußballspieler) (* 1951), deutscher Fußballspieler
- Albrecht Krebs (* 1943), deutscher Autorennfahrer
- Alexander Krebs (auch Alexander Krebs-Gehlen; 1897–1979), deutscher Schulbuch- und Zeitungsverleger
- Alfred Krebs (Mediziner) (1923–2011), Schweizer Dermatologe
- Alfred Krebs (Sportler) (* 1932), britischer Radrennfahrer
- Aloysia Krebs-Michalesi (1824–1904), deutsche Opernsängerin (Mezzosopran), siehe Aloyse Michalesi
- Andreas Krebs (Manager) (* 1957/1958), deutscher Manager, Multi-Aufsichtsrat und Autor
- Andreas Krebs (Theologe) (* 1976), deutscher alt-katholischer Theologe
- Angelika Krebs (* 1961), deutsche Philosophin
- Anika Krebs (* 1993), deutsche Volleyball- und Beachvolleyballspielerin
- Annette Krebs (* 1967), deutsche Musikerin, Klangkünstlerin und Komponistin
- Arthur Constantin Krebs (1850–1935), französischer Erfinder, Luftfahrt-, Unterseeboot- und Motorfahrzeugpionier

### B
- Benjamin Krebs (1785–1858), deutscher Unternehmer, Schriftgießer und Autor
- Bernard Krebs (1934–2001), Paläontologe, Professor an der FU Berlin
- Bernd Krebs (* 1945), deutscher Maler
- Bernhard Krebs (Geistlicher) (1845–1919), deutscher katholischer Geistlicher und Domkapitular
- Bernhard Krebs (1934–2001), französischer Paläontologe, siehe Bernard Krebs
- Bernt Krebs (* 1938), deutscher Chemiker

### C
- Carl Krebs (Musikhistoriker) (1857–1937), deutscher Musikhistoriker und Musikkritiker
- Carl Krebs (Turner) (1889–1971), dänischer Turner, Arzt und Autor
- Carl August Krebs (1804–1880), deutscher Pianist, Komponist und Dirigent, siehe Karl August Krebs
- Caspar Krebs (1847–1906), deutscher Politiker
- Christopher B. Krebs, deutscher klassischer Philologe und Hochschullehrer
- Claudia Krebs, Filmproduzentin
- Cölestin Krebs (1849–1922), Rittergutsbesitzer und Mitglied des Deutschen Reichstags
- Conrad Krebs (1809–1880), dänischer Schulleiter

### D
- Daniel Krebs (1827–1901), deutscher Revolutionär
- Denise Krebs (* 1987), deutsche Leichtathletin
- Detlef Krebs (* 1956), deutscher Bildhauer der klassischen Moderne
- Dieter Krebs (Mediziner) (1933–2011), deutscher Gynäkologe und Geburtshelfer
- Dieter Krebs (Politiker) (* 1944), deutscher Politiker (CDU), Mitglied im Abgeordnetenhaus Berlin
- Diether Krebs (1947–2000), deutscher Schauspieler, Kabarettist und Komiker
- Dorit Krebs (1963–2016), deutsches Mordopfer, siehe Anschlag auf den Berliner Weihnachtsmarkt an der Gedächtniskirche

### E
- Eckart Krebs (* 1942), deutscher Architekt
- Edwin G. Krebs (1918–2009), US-amerikanischer Biochemiker und Nobelpreisträger
- Eibe Maleen Krebs (* 1982), deutsche Regisseurin und Drehbuchautorin
- Emil Krebs (1867–1930), deutscher Sinologe und Sprachgenie
- Engelbert Krebs (1881–1950), deutscher katholischer Kirchenhistoriker
- Ernst Krebs (Forstwissenschaftler) (1903–1996), Schweizer Förster und Autor
- Ernst Krebs (Sportler) (1906–1970), deutscher Bergsteiger, Skilangläufer und Kanute
- Ernst Krebs (Bildhauer) (* 1939), deutscher Bildhauer, Glaskünstler und Grafiker
- Eugen Krebs (1848–1912), deutscher Bankier

### F
- Florian Krebs (Fußballspieler, 1988) (* 1988), deutscher Fußballspieler
- Florian Krebs (Fußballspieler, 1999) (* 1999), deutscher Fußballspieler
- Franz Krebs (1927–2013), US-amerikanischer Architekt deutscher Herkunft
- Fred Krebs (1931–1995), britischer Radrennfahrer
- Friedrich Krebs († 1493), deutscher Orgelbauer, siehe Friedrich Kress (Orgelbauer)
- Friedrich Krebs (Geistlicher) (1832–1905), deutscher Geistlicher
- Friedrich Krebs (Papyrologe) (1867–1900), deutscher Papyrologe
- Friedrich Krebs (Architekt) (1880–1945), Schweizer Architekt
- Friedrich Krebs (Politiker) (1894–1961), deutscher Politiker (NSDAP), Oberbürgermeister von Frankfurt am Main
- Fritz Krebs (Unternehmer, 1884) (1884–1961), Schweizer Fabrikant
- Fritz Krebs (Unternehmer, 1912) (1912–2002), Schweizer Unternehmer
- Fritz Krebs (Maler) (1914–1995), Schweizer Maler

### G
- Gaëtan Krebs (* 1985), französischer Fußballspieler
- Gerhard Krebs (Architekt) (1906–1984), deutscher Architekt und Stadtbaurat
- Gerhard Krebs (Historiker) (* 1943), deutscher Historiker und Hochschullehrer
- Geza Krebs-Wetzl (* 1960), deutscher Politiker (CDU)
- Gisela Krebs (1932–2023), deutsche Ökonomin und Hochschullehrerin
- Günther Krebs (1902–nach 1966), deutscher Journalist und Wirtschaftsredakteur
- Gustav Krebs jun. (1890–1951), deutscher Komponist und Flötist
- Gustav Wilhelm Krebs (1862–1925), deutscher Komponist und Pianist

### H
- Hans Krebs (Fußballspieler), deutscher Fußballspieler und -trainer
- Hans Krebs (Politiker) (1888–1947), deutscher Publizist und Politiker (NSDAP)
- Hans Krebs (Architekt) (1890–1968), deutscher Architekt
- Hans Krebs (Offizier) (1898–1945), deutscher General der Infanterie
- Hans Krebs (Regisseur) (* 1923), deutscher Schauspieler und Theaterregisseur
- Hans Adolf Krebs (1900–1981), deutsch-britischer Mediziner und Biochemiker
- Hans-Dieter Krebs (1932–2016), deutscher Publizist und Historiker
- Hans Günter Krebs (1916–1995), deutscher Straßenbauingenieur und Forscher auf dem Gebiet des Asphaltstraßenbaus
- Harry Krebs (1919–2007), deutscher Politiker (SED), Gewerkschaftsfunktionär des FDGB
- Hartmut Krebs (1946–2007), deutscher politischer Beamter
- Heinrich Krebs (Harry Krebs; 1910–2001), deutscher Bundessozialrichter
- Heinz Krebs (1906–2003), deutscher Unternehmer und Bankmanager
- Helmut Krebs (1913–2007), deutscher Opernsänger (Tenor)
- Helmut Krebs (Tourismusdirektor) (1924–1997), österreichischer Beamter der Wiener Stadtverwaltung
- Herbert Krebs (1901–1980), deutscher Forstmann und Jagdautor
- Hermann Krebs (1815–1884), deutscher Mediziner
- Hervé Krebs (* 1976), Schweizer Radsporttrainer, Paracycling-Pilot und BMX-Fahrer
- Horst Krebs (* 1952), deutscher Schauspieler

### J
- Jacob Krebs (1782–1847), US-amerikanischer Politiker
- Jakob Krebs (* 1978), deutscher Film- und Fernsehproduzent
- Jaël Krebs (* 1979), Schweizer Musikerin, siehe Jaël Malli
- Joachim Krebs (Politiker) (* 1935), deutscher Politiker (DBD)
- Joachim Krebs (Musiker) (1952–2013), deutscher Komponist, Musiker und Hochschullehrer
- Joachim Krebs (Leichtathlet), deutscher Leichtathlet
- Joachim H. Krebs (1924–2002), deutscher Fernsehjournalist
- Johann Krebs (Komponist) (1933–2012), deutsch-österreichischer Komponist
- Johann Adam Krebs (vor 1614–1674), Kurmainzer Jurist, Hochschullehrer und Gesandter des Kurfürstentums Mainz
- Johann Adolf Krebs († 1661), deutscher Jurist und Gesandter des Kurfürstentums Bayern
- Johann Baptist Krebs (1774–1851), deutscher Sänger, Freimaurer und Schriftsteller
- Johann Gottfried Krebs (1741–1841), deutscher Organist und Komponist
- Johann Ludwig Krebs (1713–1780), deutscher Organist und Komponist
- Johann Philipp Krebs (1771–1850), deutscher Altphilologe und Pädagoge
- Johann Tobias Krebs (Musiker) (1690–1762), deutscher Organist und Komponist
- Johann Tobias Krebs (Altphilologe) (1718–1782), deutscher Philologe
- Johanne Cathrine Krebs (1848–1924), dänische Malerin und Frauenrechtlerin
- John Krebs, Baron Krebs (* 1945), britischer Zoologe
- John Hans Krebs (1926–2014), US-amerikanischer Politiker
- Joseph Krebs (Politiker) (1823–1890), deutscher Historiker, Redakteur und Politiker (Zentrum), MdR
- Joseph Krebs (Ministerialbeamter) (1889–??), deutscher Ministerialbeamter
- Justus Krebs (1892–1959), Schweizer Geologe

### K
- Karl Krebs (Maler) (1880–1914), deutscher Maler und Grafiker
- Karl Krebs (Grafiker) (1898–1977), Schweizer Grafiker, Holzschneider und Zeichner
- Karl von Dewitz-Krebs (1887–1945), deutscher Offizier und Widerstandskämpfer im Nationalsozialismus, Mitglied der Reichswehr
- Karl August Krebs (1804–1880), deutscher Pianist, Komponist und Dirigent
- Karl-Friedrich Krebs (1880–1945), Schweizer Architekt
- Konrad Krebs (1492–1540), deutscher Architekt und Baumeister
- Kurt Krebs (1945–2017), deutscher Landespolitiker (CDU)

### L
- Leonore Wolters-Krebs (* 1938), deutsche Stadtplanerin

### M
- Manfred Krebs (1892–1971), deutscher Historiker
- Marina Krebs (1838–1910), deutsche Schriftstellerin
- Mario Krebs (* 1951), deutscher Lektor, Autor, Produzent und Drehbuchautor
- Markus Krebs (* 1970), deutscher Comedian
- Marten Krebs (* 1981), deutscher Schauspieler
- Martin Krebs (Politiker) (1892–1971), deutscher Gewerkschaftsfunktionär, Widerstandskämpfer und Politiker
- Martin Krebs (Admiral) (* 1955), deutscher Konteradmiral
- Martin Krebs (Bischof) (* 1956), deutscher Geistlicher und Diplomat des Heiligen Stuhls
- Mary Krebs-Brenning (1851–1900), deutsche Pianistin
- Meike Krebs (* 1979), deutsche Triathletin
- Michael Krebs (* 1974), deutscher Kabarettist
- Moritz Krebs (* 1998), Schweizer Unihockeyspieler

### N
- Narziß Krebs (vor 1535–nach 1536), deutscher Baumeister
- Nathalie Krebs (1895–1978), dänische Keramikkünstlerin
- Nikolaus Krebs (1401–1464), Kardinal und Universalgelehrter, siehe Nikolaus von Kues
- Norbert Krebs (1876–1947), österreichischer Geograph

### O
- Otto Krebs (1873–1941), deutscher Fabrikant und Kunstsammler

### P
- Paul Krebs (1908–nach 1973), deutscher Banken- und Wirtschaftsmanager
- Paul J. Krebs (1912–1996), US-amerikanischer Politiker
- Paulus Krebs (1849–1935, geb. Adolf Krebs), schweizerischer Maler und Benediktinermönch
- Peter Krebs (Journalist) (* 1928), deutscher Journalist und Autor
- Peter Krebs (Eishockeyspieler), deutscher Eishockeyspieler
- Peter Krebs (Autor) (* 1953), Schweizer Journalist und Schriftsteller
- Peter Krebs (Handballspieler) (* 1957), deutscher Handballspieler und Sportjournalist
- Peter Krebs (Jurist) (* 1961), deutscher Rechtswissenschaftler
- Petra Krebs (* 1969), deutsche Politikerin (Bündnis 90/Die Grünen)
- Peyton Krebs (* 2001), kanadischer Eishockeyspieler
- Philipp Krebs (Unihockeytrainer) (* 1993), Schweizer Unihockeytrainer
- Philipp Krebs (Komponist) (* 1994), deutscher Komponist
- Pierre Krebs (* 1946), französischer Publizist und Verleger
- Poul Krebs (* 1956), dänischer Rockmusiker

### R
- Rahel Krebs, Geburtsname von Jaël Malli (* 1979), Schweizer Musikerin
- Reinhard Krebs (* 1959), deutscher Politiker (CDU), Landrat des Wartburgkreises
- Ricardo Krebs (1918–2011), chilenischer Historiker
- Richard Krebs (Leichtathlet) (1906–1996), deutscher Leichtathlet
- Richard Krebs (Politiker), deutscher Politiker (CSU)
- Richard Herrmann Julius Krebs, eigentlicher Name von Jan Valtin (1905–1951), deutscher Geheimagent und Autor
- Rosa Krebs-Thulin (1926–2025), Schweizer bildende Künstlerin
- Rolf Krebs (Mediziner) (1940–2023), deutscher Mediziner, Hochschullehrer und Wirtschaftsmanager
- Rolf Krebs (Theologe) (* 1949), deutscher Geistlicher
- Rudolf Krebs (Philologe) (Friedrich Rudolf Karl Krebs; 1804–1881), deutscher Lehrer und Klassischer Philologe
- Rudolf Krebs (Komponist) (1907–1962), deutscher Komponist und Dirigent
- Ruedi Krebs (* 1938), Schweizer Liedermacher

### S
- Shantel Krebs (* 1973), US-amerikanische Unternehmerin und Politikerin
- Silke Krebs (* 1966), deutsche Politikerin (Bündnis 90/Die Grünen)
- Solveig Krebs (* 1971), deutsche Schauspielerin
- Sonja Krebs-Schaer (1927–1988), Schweizer Fabrikantin
- Stefan Krebs (* 1960), Beauftragter Baden-Württembergs für Informationstechnologie

### T
- Theodor Krebs (1888–1971), deutscher Jurist und Verkehrsrechtler
- Thomas Krebs (* 1970), deutscher Eishockeyspieler
- Thor Bjørn Krebs (* 1974), dänischer Autor, Schauspieler und Regisseur
- Tom Krebs, deutscher Professor für Makroökonomik an der Universität Mannheim

### U
- Ulrich Krebs (* 1968), deutscher Landespolitiker (CDU)

### V
- Verena Krebs (* 1984), deutsche Historikerin
- Victoria Krebs, deutsche Autorin von Kriminalromanen

### W
- Walter Krebs (Mediziner) (1869–1939), deutscher Mediziner
- Walter Krebs (Schiffbauingenieur) (1890–1977), deutscher Schiffbauingenieur und Hochschullehrer
- Walter Krebs (Maler) (1900–1965), Schweizer Maler
- Walter Krebs (Rechtswissenschaftler) (* 1946), deutscher Rechtswissenschaftler und Hochschullehrer
- Walter Krebs (Snookerspieler), deutscher Snookerspieler
- Werner Krebs (1854–1937), Schweizer Unternehmer und Politiker
- Werner Krebs (Architekt) (1895–1990), Schweizer Architekt
- Wilhelm Krebs (1858–1924), deutscher Meteorologe und Schriftsteller
- Wolfgang Krebs (Geologe) (1933–1981), deutscher Geologe
- Wolfgang Krebs (Leichtathlet) (* 1942), deutscher Leichtathlet
- Wolfgang Krebs (Schauspieler) (* 1959), deutscher Schauspieler und Regisseur
- Wolfgang Krebs (Maler) (* 1959), österreichischer Maler und Bildhauer
- Wolfgang Krebs (Kabarettist)  (* 1966), deutscher Kabarettist